# Lonçon
Lonçon es una comuna francesa de la región de Aquitania en el departamento de Pirineos Atlánticos. Esta localidad comprende a las pedanías de Labat y Lartigue.
El topónimo Lonçon fue mencionado por primera vez en el año 1538 con el nombre de Lonso.

## Demografía
| 284 | 294 | 309 | 325 | 312 | 328 | 332 | 319 | 322 | 315 | 331 | 310 | 255 | 249 | 217 | 236 | 212 | 209 | 197 | 171 | 134 | 138 | 130 | 126 | 114 | 91 | 94 | 102 | 94 | 101 | 101 | 108 | 101 | 122 |
| Para los censos de 1962 a 1999 la población legal corresponde a la población sin duplicidades (Fuente: INSEE [Consultar]) |     |     |     |     |     |     |     |     |     |     |     |     |     |     |     |     |     |     |     |     |     |     |     |     |    |    |     |    |     |     |     |     |     |